# Armando César Côrtes-Rodrigues
Armando César Côrtes-Rodrigues (Vila Franca do Campo, 28 de fevereiro de 1891 — Ponta Delgada, 14 de outubro de 1971) foi um escritor, poeta, dramaturgo, cronista e etnólogo Português que se distinguiu pelos seus estudos de etnografia e em particular pela publicação de um Cancioneiro Geral dos Açores e de um Adagiário Popular Açoriano, obras de grande rigor e qualidade.

## Biografia
Armando César Cortes-Rodrigues nasceu em Vila Franca do Campo, filho do poeta António César Rodrigues, médico e co-fundador do Instituto de Vila Franca, ficando órfão de mãe ao nascer. 
Frequentou o Colégio Fisher e fez os seus estudos liceais em Ponta Delgada, demonstrando já nos seus tempos de adolescência inclinação para a escrita, sendo-lhe atribuída nos tempos de liceu a escrita de uma opereta.
Concluído o ensino secundário partiu para Lisboa, onde se licenciou em Filologia Românica pela Faculdade de Letras de Lisboa (1910-1915), tendo, nessa altura, conhecido Fernando Pessoa e feito parte do grupo do Orpheu.
Colaborou nos dois primeiros números da revista Orpheu com vários poemas, alguns dos quais assinados com o pseudónimo Violante de Cysneiros. Já nessa colaboração demonstra um modernismo moderado, que viria a abandonar quase completamente ao longo do seu percurso poético, cedendo à tradição de composição lírica e reflectindo na sua obra a sua açorianidade através de um classicismo poético de acentuada vertente humanista.
Regressou aos Açores em 1917, dois anos após terminar o curso, ingressando na carreira docente liceal, trabalhando nos liceus de Ponta Delgada e Angra do Heroísmo (nesta última cidade apenas até se efectivar em Ponta Delgada).
Apesar de radicado nos Açores, continuou a corresponder-se assiduamente com Fernando Pessoa, partilhando dos ideais da nova estética sem todavia os adoptar por inteiro. 
Dedica-se então ao estudo da etnografia açoriana, área em que se viria a destacar, e a uma poética de pendor religioso. Os seus estudos etnográficos, para os quais efectuou importantes recolhas, centraram-se na área literatura oral e popular açoriana, das cantigas populares e dos adágios. A sua obra etnográfica está entre o que de melhor nesta área foi produzido na língua portuguesa. 
Colabora nos periódicos A Águia, Orpheu, Exílio e, posteriormente, em Presença, Cadernos de Poesia, Portucale e Atlântico. Escreve crónicas e teatro, tendo a sua peça Quando o Mar Galgou a Terra sido adaptada para argumento de um bem sucedido filme português.
Em 1953 ganhou o Prémio Antero de Quental com o livro Horto Fechado e Outros Poemas, obra em que evoca as suas raízes.
Cortes-Rodrigues foi também um importante activista cultural, participando em múltiplas iniciativas e instituições. Foi um dos sócios fundadores do Instituto Cultural de Ponta Delgada, tendo dirigido a sua publicação, a revista Insulana.
Armando Côrtes-Rodrigues afirmou-se como um dos maiores intelectuais açorianos do século XX, deixando uma obra cultural marcante. É recordado na toponímia de Ponta Delgada, cidade onde também existe um espaço de memória e de criação estética, a Morada da Escrita/Casa Armando Côrtes-Rodrigues, um equipamento cultural instalado na última casa onde o escritor habitou.
Armando Côrtes-Rodrigues foi pai do também poeta Luís Filipe Côrtes-Rodrigues. 

## Obra publicada
Côrtes-Rodrigues publicou uma obra vasta, em boa parte dispersa por periódicos. A lista que se segue está longe de ser exaustiva.

### Obras poéticas e contos
- (1922), Ode a Minerva. Angra do Heroísmo, s.n..
- (1922), Conto do Natal para a Fernanda in Os Açores, Revista Ilustrada, Ponta Delgada, Barbosa e Irmão.
- (1924), Em Louvor da Humildade. Poemas da Terra e dos Pobres. Ponta Delgada, Artes Gráficas.
- (1934), Cântico das Fontes. Ponta Delgada, Gráfica Regional.
- (1942), Cantares da Noite Seguidos dos Poemas de Orpheu. Ponta Delgada, Gráfica Regional.
- (1948), Quatro Poemas Líricos. Porto.
- (1953), Horto fechado e Outros Poemas. Porto, Imprensa Portuguesa.
- (1956), Antologia de Poemas de Armando Côrtes-Rodrigues (org. Eduíno de Jesus). Coimbra, Arquipélago.
- (1957), Em Louvor da Redondilha. Atlântida, 1, n.º 6: 341-342.
- (1957), Auto do Espírito Santo. Ponta Delgada, Instituto Cultural de Ponta Delgada.
- (1965), Auto do Natal. Atlântida, 9, n.º 6: 195-211.

### Teatro e cinema
- (1926), Auto do Natal. Lisboa, s.n..
- (1932), O Milhafre. Angra do Heroísmo, Liv. Editora Andrade.
- (1940), Quando o Mar Galgou a Terra. Ponta Delgada, Papelaria Âmbar.
- (1942), Cantares da Noite Seguidos dos Poemas de Orpheu. Ponta Delgada, Gráfica Regional (poesia, foi argumento de filme em 1954, realizado pela produtora Filmes Albuquerque, Lisboa).

### Crónicas
- (1961-1966), Voz do Longe. Ponta Delgada, Instituto Cultural de Ponta Delgada.

### Etnografia
- (1937), Poesia Popular Açoriana. Angra do Heroísmo, Tipografia Editora Andrade.
- (1942), Cantar às Almas, Açoriana, Angra do Heroísmo, 3, n.º 1: 17-35.
- (1982), Cancioneiro Geral dos Açores. Angra do Heroísmo, Direcção Regional dos Assuntos Culturais, 3 volumes.
- (1982), Adagiário Popular Açoriano. Angra do Heroísmo, Secretaria Regional da Educação e Cultura, 2 volumes.